# Byzes
Byzes (grc. Βύζης) – kamieniarz z Naksos, żyjący najpewniej na początku VI wieku p.n.e. Według Pauzaniasza jako pierwszy korzystał z dachówek marmurowych zamiast glinianych.
Najstarsze marmurowe dachówki z terenu Aten pochodzą z końca VII wieku p.n.e.